# Haemaphysalis celebensis
Haemaphysalis celebensis este o specie de căpușe din genul Haemaphysalis, familia Ixodidae, descrisă de Hoogstraal, Trapido ug Glen M. Kohls în anul 1965. Conform Catalogue of Life specia Haemaphysalis celebensis nu are subspecii cunoscute.